# Bronisław Łagowski
Bronisław Łagowski (ur. 8 lutego 1937) – polski filozof, historyk idei, eseista, publicysta, emerytowany profesor Uniwersytetu Pedagogicznego im. Komisji Edukacji Narodowej w Krakowie. Mąż Elżbiety Paczkowskiej-Łagowskiej.

## Życiorys
W 1961 ukończył studia filozoficzne na Uniwersytecie Warszawskim. Początkowo zajmował się estetyką. Stopień naukowy doktora filozofii uzyskał na podstawie rozprawy o myśli Stanisława Brzozowskiego w Uniwersytecie Jagiellońskim. Habilitował się w Polskiej Akademii Nauk w Warszawie na podstawie dorobku oraz pracy habilitacyjnej poświęconej filozofii politycznej Maurycego Mochnackiego.
W latach 1962–2000 był pracownikiem naukowym Uniwersytetu Jagiellońskiego, m.in. na stanowisku zastępcy dyrektora Instytutu Filozofii do spraw dydaktyki. W ostatnim dziesięcioleciu swej kariery naukowo-dydaktycznej związał się z Uniwersytetem Pedagogicznym w Krakowie, gdzie był profesorem nadzwyczajnym i kierownikiem Katedry Filozofii Społecznej w Instytucie Filozofii i Socjologii. 
Przez dwie kadencje był członkiem Komitetu Nauk Filozoficznych PAN. W pracy naukowej i dydaktycznej koncentrował się na historii idei, historii myśli społecznej, filozofii politycznej, filozofii prawa, filozofii historii.
Był członkiem PZPR, jednak, zdaniem m.in. Aleksandra Halla, cechował go krytyczny stosunek do oficjalnej ideologii i polityki władz. Na seminariach czytał z zaawansowanymi studentami m.in. Arona, Bierdiajewa, Schumpetera, Hayeka, Kołakowskiego, Ortegę y Gasseta, Poppera, Schmitta, Webera, romantyków polskich, XIX-wiecznych chrześcijańskich millenarystów, teologów wyzwolenia, encykliki papieży i klasyków myśli społecznej, od Platona poprzez Hobbesa, Rousseau i Kanta, Hume’a i Adama Smitha po Burke’a, Constanta, de Maistra i Tocqueville'a. 
Zdaniem A. Walickiego, w czasach PRL był jednym z nielicznych pracowników uniwersytetu, którym – pomimo spełnienia wszelkich wymogów naukowych – zablokowano nominację na stanowisko docenta. Nie był jednak bezkrytycznym zwolennikiem opozycji lub „Solidarności”.
Łagowski reprezentuje w spojrzeniu na politykę stanowisko realistyczne i racjonalistyczne, wywodzące się z tradycji oświeceniowej. Jego wizja jest synkretyczna, wg badaczy spójnie łącząca w sobie elementy liberalizmu, konserwatyzmu i świeckiej, lewicowej myśli społecznej.
W latach 70. XX wieku publikował w „Tygodniku Powszechnym” pod pseudonimami Jan Demboróg i Piotr Myszkowski. Jest autorem kilku książek i licznych artykułów naukowych opublikowanych w czasopismach fachowych („Studia Filozoficzne”, „Reports on Philosophy”, „Universitas”), a także esejów ogłoszonych w czołowych periodykach kulturalnych („Twórczość”, „Polityka Polska”, „Europa. Tygodnik Idei”, „Res Publica Nowa”, „Przegląd Polityczny”), felietonów i wywiadów drukowanych w tygodnikach opiniotwórczych i prasie codziennej („Tygodnik Powszechny”, „Zdanie”, Życie Gospodarcze”, Nowe Życie Gospodarcze”, „Kapitalista Powszechny”, „Przegląd Tygodniowy”, „Polityka”, „Gazeta Wyborcza”, „Przegląd”, „Krytyka Polityczna”). Obecnie jest stałym felietonistą tygodnika opinii „Przegląd”.
W maju 1997 uhonorowany został nagrodą Krakowska Książka Miesiąca za Szkice antyspołeczne. Otrzymał również Nagrodę Fundacji im. Andrzeja Urbańczyka oraz nagrodę Fundacji im. Ksawerego i Mieczysława Pruszyńskich. W 2008, z okazji 70. urodzin Bronisława Łagowskiego, ukazała się w Krakowie Księga Jubileuszowa złożona z artykułów jego przyjaciół i uczniów („Teka Łagowskiego”, red. P. Bartula, K. Haremska, Księgarnia Akademicka, Kraków 2008).

## Odznaczenia i nagrody
- Krzyż Oficerski Orderu Odrodzenia Polski(22 maja 2000)[12][13],
- Odznaka „Honoris Gratia” (2007),
- Medal „Zasłużony dla Tolerancji” (2010).
- Nagroda „Miesięcznika Literackiego” (1987) za książkę "Co jest lepsze od prawdy?" (Wydawnictwo Literackie)[14]

## Publikacje i książki
- Filozofia polityczna Maurycego Mochnackiego, Wydawnictwo Literackie. Kraków 1981, ISBN 83-08-00405-9.
- Co jest lepsze od prawdy?, Wydawnictwo Literackie. Kraków 1986, ISBN 83-08-01379-1.
- Liberalna kontrrewolucja, Centrum im. Adama Smitha, cop. 1994, ISBN 83-901409-4-2
- Szkice antyspołeczne, Księgarnia Akademicka, ISBN 83-86575-61-1
- Łagodny protest obywatelski, Księgarnia Akademicka, ISBN 83-7188-371-4
- Duch i bezduszność III Rzeczypospolitej. Rozważania. Universitas, ISBN 83-242-0628-0
- Pochwała politycznej bierności, Wydawnictwo Sprawy Polityczne. Warszawa 2008, ISBN 978-83-61384-01-4.
- Teka Łagowskiego. Księga Jubileuszowa z okazji 70. urodzin Profesora Bronisława Łagowskiego. Księgarnia Akademicka. Kraków 2008, ISBN 978-83-7188-138-1.
- Symbole pożarły rzeczywistość. Universitas, Kraków 2011. ISBN 97883-242-1342-9.  374 s.
- Polska chora na Rosję, Oratio Recta, Warszawa 2016. ISBN 978-83-64407-12-3.
- Fałszywa historia, błędna polityka, Oratio Recta, Warszawa 2017. ISBN 978-83-64407-16-1.
- Państwo znikąd, Oratio Recta, Warszawa 2017. ISBN 978-83-64407-19-2.